# Juan Manuel Peña
Juan Manuel Peña Montaño (Santa Cruz de la Sierra, 17 gennaio 1973) è un ex calciatore boliviano, di ruolo difensore.

## Carriera

### Club
Difensore di grande esperienza, inizia la carriera calcistica nel 1990 nelle file del Club Blooming, una delle più titolate squadre boliviane. Nel 1993 viene acquistato dall'Independiente Santa Fe dove resta due stagioni. Nel 1995 viene notato dall'allora direttore sportivo del Real Valladolid, Ramón Martínez, e acquistato. Al Real Valladolid resta per ben nove stagioni fino al 2004 quando, complice la retrocessione dei bianco-violetta, si trasferisce al Villarreal. Con la maglia del Villarreal partecipa anche alla Champions League e aiuta la sua squadra ad arrivare fino alle semifinali del torneo dove viene eliminata dall'Arsenal. Complici nuovi acquisti più giovani e una sempre maggior concorrenza, Peña perde via via il ruolo di titolare nella difesa, fino al termine della stagione 2006/2007 quando non gli viene rinnovato il contratto in scadenza. Nel luglio 2007 si lega per 2 anni con al Celta Vigo, accettando di giocare per la prima volta nella Segunda División, nel tentativo di contribuire alla promozione della squadra di Vigo.

### Nazionale
Con la nazionale boliviana ha partecipato ai Mondiali di USA '94. Attualmente è il capitano della Verde, che ha guidato anche all'ultima edizione della Coppa America in Venezuela.